# Yeoja, Jeong-hye
Pour plus de détails, voir Fiche technique et Distribution.
Yeoja, Jeong-hye (여자, 정혜) est un film sud-coréen réalisé par Lee Yoon-ki, sorti le 10 octobre 2004.

## Synopsis
Jeong-Hye est une jeune femme excentrique qui vit une vie apparemment tranquille, mais qui est en fait piégée dans un monde intérieur de mélancolie et de traumatisme psychologique. Un jour, un homme cherchant à devenir écrivain rentre dans le bureau de Poste où elle travaille et fait renaître chez elle les possibilités de vivre. Est-ce qu'elle se libèrera de ses « chaines émotionnelles » et s'ouvrira à la chance d'un nouvel amour ? Ou bien s'enfoncera-t-elle encore plus ?

## Fiche technique
- Titre : Yeoja, Jeong-hye
- Titre original : 여자, 정혜
- Titre anglais : This Charming Girl
- Réalisation : Lee Yoon-ki
- Scénario : Lee Yoon-ki, d'après une nouvelle de Wu Ae-ryung
- Production : Yoon Il-jung et Lee Seung-jae
- Société de production : LJ Film
- Société de distribution : Showbox
- Musique : Lee So-yun et Lee Yeong-ho
- Photographie : Choi Jin-woong
- Montage : Ham Seong-weon et Kim Hyeong-ju
- Pays d'origine : Corée du Sud
- Langue : Coréen
- Format : Couleurs - 1,85:1 - Dolby Digital - 35 mm
- Genre : Drame
- Durée : 99 minutes
- Date de sortie : 10 octobre 2004 (festival du film de Pusan), 11 mars 2005 (Corée du Sud)

## Distribution
- Kim Ji-soo : Jeong-hae
- Hwang Jeong-min : L'écrivain
- Kim Hye-ok
- Lee Dae-won
- Kim Mi-seong
- Seo Dong-won

## Autour du film
- Après une première projection le 10 octobre 2004 lors du Festival international du film de Pusan, le film est sorti simultanément le 11 mars 2005 en Corée et au Festival du film asiatique de Deauville.

## Récompenses
- Netpac Award lors du Festival de Berlin 2005.
- Lotus du jury (Prix du jury) au Festival du film asiatique de Deauville 2005.
- Nomination au Grand prix du jury lors du Festival du film de Sundance 2005.